# Símbolos da União Europeia
| Símbolo       | Símbolo   | UE  | CdE |
| ------------- | --------- | --- | --- |
| Bandeira      | Bandeira  | Sim | Sim |
| Hino          | Hino      | Sim | Sim |
| Lema          | Lema      | Sim | Não |
| Dia da Europa | 9 de maio | Sim | Não |
| Dia da Europa | 5 de maio | Não | Sim |

A União Europeia tem diferentes símbolos que comemoram a existência da União. Prevê-se a introdução do número de símbolos oficiais da União Europeia no âmbito da Constituição da União Europeia. No entanto, a constituição proposta falhou na ratificação, a menção de todos os emblemas estatais, incluindo a bandeira, foi retirada do Tratado de Lisboa de substituição de 2007.
Em vez disso, foi adotada uma declaração separada de dezasseis Estados-Membros incluída no ato final do Tratado de Lisboa declarando que a bandeira, o hino, o lema e o Dia da Europa "continuarão a ser, para eles, os símbolos do vínculo comum dos cidadãos à União Europeia e dos laços que os ligam a esta."

Signatários da declaração em azul.

## Bandeira e emblemas
A Bélgica, a Bulgária, a Alemanha, a Grécia, a Espanha, a Itália, Chipre, a Lituânia, o Luxemburgo, a

Bandeira europeia

Hungria, Malta, a Áustria, Portugal, a Roménia, a Eslovénia e a Eslováquia declaram que a bandeira
constituída por um círculo de doze estrelas douradas sobre fundo azul, o hino extraído do «Hino à
Alegria» da Nona Sinfonia de Ludwig van Beethoven, o lema «Unida na diversidade», o euro enquanto
moeda da União Europeia e o Dia da Europa em 9 de maio continuarão a ser, para eles, os símbolos
do vínculo comum dos cidadãos à União Europeia e dos laços que os ligam a esta.

Ata Final. Conferência dos representantes dos governos dos Estados-membros, 3 de dezembro de 2007.
A Bandeira da União Europeia tem doze estrelas douradas formando um círculo e tem um fundo azul.
O número de estrelas não tem nada a ver com o número de Estados-Membros, estas são doze porque tradicionalmente este número constitui um símbolo de perfeição, plenitude e unidade, por isso a bandeira mantém-se inalterada, independentemente dos alargamentos da UE, o círculo de estrelas douradas representa a solidariedade, a unidade e a harmonia entre os povos da Europa.
Em Algumas culturas, o doze é um número simbólico que representa a plenitude, sendo também, evidentemente, o número dos meses do ano e o número de horas representadas num quadrante de relógio.
Esta bandeira da Europa, não é só da União Europeia, mas também é um símbolo da unidade e da identidade da Europa em sentido mais lato.
A bandeira foi inicialmente adoptada pelo Conselho da Europa em 1955, nessa altura, a União Europeia existia apenas sob a forma da Comunidade Europeia do Carvão e do Aço, com seis Estados-Membros, alguns anos antes tinha sido criado um outro organismo, o Conselho da Europa que reunia um número superior de membros e cuja função consistia em defender os direitos do Homem e promover a cultura europeia.
O Conselho da Europa procurava um símbolo que o representasse e após alguma discussão, foi adoptada a bandeira que é agora também da União Europeia, um círculo de doze estrelas douradas sobre fundo azul, de seguida, este, convidou as outras instituições europeias a adoptarem a mesma bandeira e, em 1983, o Parlamento Europeu seguiu o seu exemplo, por último, em 1985, os Chefes de Estado e de Governo, numa cimeira inter-governamental em Milão, adoptaram esta bandeira como emblema da União Europeia, que nessa altura era designada por Comunidades Europeias.

### Emblemas das diferentes Instituções
Após a decisão de 1985 e desde o início de 1986, todas as instituições europeias adoptaram a bandeira da União Europeia (e do Conselho da Europa) conjuntamente com o seu emblema ou bandeira própria, que alguns já detinham e outros quando criados vieram a adoptar.
A única instituição que adopta exclusivamente esta bandeira é a Comissão Europeia, que como órgão executivo da União Europeia, tem apenas este símbolo.
Assim, fora a Comissão Europeia, cada instituição ou agência da União Europeia têm um símbolo individual, e as príncipais instituições são:
| - Parlamento Europeu - Comissão Europeia - Conselho da União Europeia - Tribunal de Justiça da União Europeia - Provedor de Justiça | - Comité das Regiões - Comité Económico e Social Europeu - Banco Europeu de Investimento - Fundo Europeu de Investimento - Banco Central Europeu |

### Insígnias da Presidência
Desde a década de 1990, cada Presidência do Conselho da União Europeia tem tido as suas próprias insígnias, que está muito presente na vida política da União Europeia durante os seis meses de duração de cada presidência.

## Hino

Uma peça do manuscrito original.

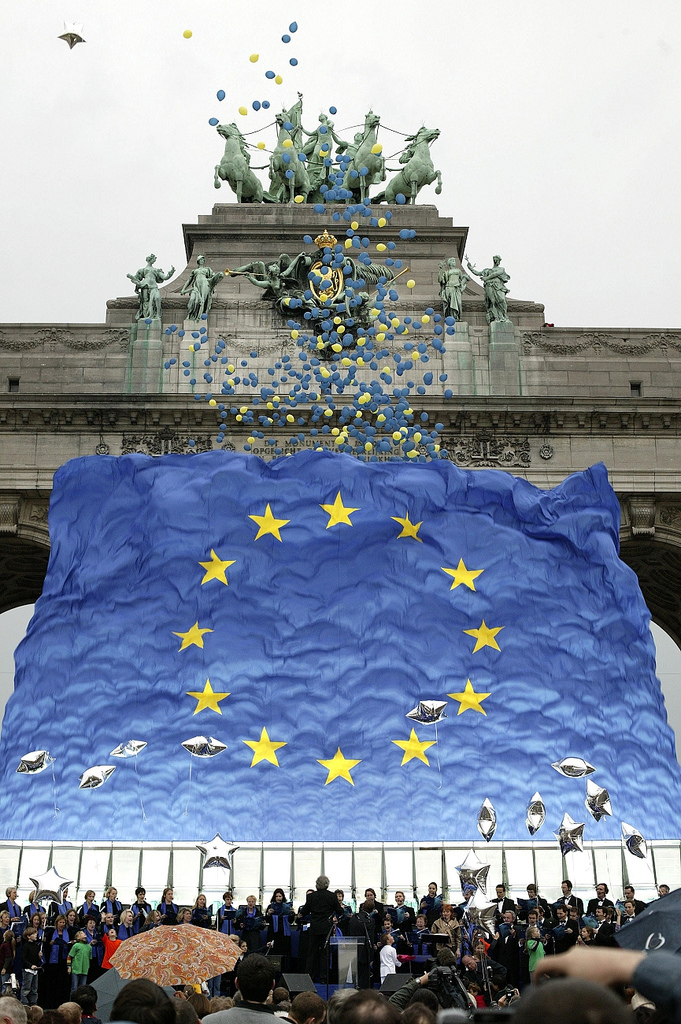
As celebrações do Dia da Europa no Parque do Centenário em Bruxelas

O Hino da União Europeia é baseado na letra do "Hino da Alegria" e é o quarto movimento da Nona Sinfonia de Ludwig van Beethoven.
O Hino foi anunciado a 19 de janeiro de 1972 pelo Conselho da Europa depois de arranjado por Herbert von Karajan.
Este Hino não se resume á União Europeia, mas a toda a Europa como uma ideia alargada, deste modo como foi referido também é o Hino oficial do Conselho da Europa
A Melodia provém  do quarto movimento e último da Nona Sinfonia composta em 1823 por Ludwig van Beethoven, neste último movimento, Ludwig van Beethoven, deu o nome de Hino da Alegria, baseado no poema com o mesmo nome escrito, em 1785, por Friedrich von Schiller.
Neste poema Friedrich von Schiller expressa uma visão idealista da raça humana que tornará uma irmandade, uma visão que tanto este como Ludwig van Beethoven partilhavam.
Em 1972 foi então este o Hino que o Conselho da Europa adoptou, sem palavras pois a música é uma linguagem universal e per si obtém o mesmo efeito de como se fosse cantada, este Hino expressa os ideais de Liberdade, Paz e Solidariedade, ideiais estes que a Europa e as suas instituições como um todo querem e ambicionam prosseguir.
Em 1985 a União Europeia adoptou o mesmo símbolo com todos os significados a este inerentes.

Este Hino não pretende substituir os Hinos nacionais, pretende antes celebrar o Lema da União Europeia na sua plenitude e celebrar os valores que todos os países se comprometem ao aderir a esta União.

## Dia da Europa
Em Milão na mesma cimeira de Chefes de Estado e de Governo da União Europeia de 1985 em que se adoptou a bandeira  atrás referida, também se adoptou o dia 9 de Maio como o "Dia da Europa".
Porque foi em 9 de Maio de 1950 que Robert Schuman, um dos "País da Europa", apresentou uma proposta de criação de uma Europa organizada, requisito indispensável para a manutenção de relações pacíficas entre todos os estados Europeus, acabados de sair cinco anos antes de mais uma Guerra que a dilacerou (II Guerra Mundial), esta proposta, conhecida como "Declaração Schuman", é considerada o começo da criação do que é hoje a União Europeia.
O dia 9 de Maio tornou-se assim num símbolo europeu, o "Dia da Europa", que, conjuntamente com a bandeira, o hino, o seu lema e o euro a identifica, criando uma identidade política da União Europeia. Este dia constitui todos os anos uma oportunidade para desenvolver atividades e festejos que aproximam os cidadãos às instituições da União Europeia e os povos da União entre si.

## Lema
"Unida na diversidade" é o lema da União Europeia, este começou a ser usado por volta do ano 2000, e significa que os europeus estão unidos e trabalham em conjunto pela paz e pela prosperidade, e que o pacto de existirem diferentes culturas, tradições e línguas dentro da União Europeia é algo de positivo para esta.

### Lema nas línguas oficiais da UE
| - Alemão - In Vielfalt geeint - Búlgaro - Единни в многообразието - Checo - Jednota v rozmanitosti - Croata - Ujedinjeni u raznolikosti - Dinamarquês - Forenet i mangfoldighed - Eslovaco - Zjednotení v rozmanitosti - Esloveno - Združeni v raznolikosti - Espanhol - Unidad en la diversidad - Estónio - Ühinenud mitmekesisuses | - Finlandês - Erilaisuudessaan yhdistynyt / Moninaisuudessaan yhtenäinen - Francês - Unis dans la diversité - Grego - Ενότητα στην πολυµορφία - Holandês - Eenheid in verscheidenheid - Húngaro - Egység a sokféleségben - Inglês - United in diversity - Irlandês - Aontaithe d'ainneoin na héagsúlachta - Italiano - Uniti nella diversità | - Letão - Vienotība dažādībā - Lituano - Vienybė įvairialypiškume - Maltês - Fit-tiżwiq l-għaqda - Polaco - Jedność w różnorodności - Português - Unida na diversidade - Romeno - Uniţi în diversitate - Sueco - Förenade i mångfalden |

### Línguas dos países candidatos
- Macedónio - Обединети во различноста
- Turco - Çoklukta birlik

## Moeda única

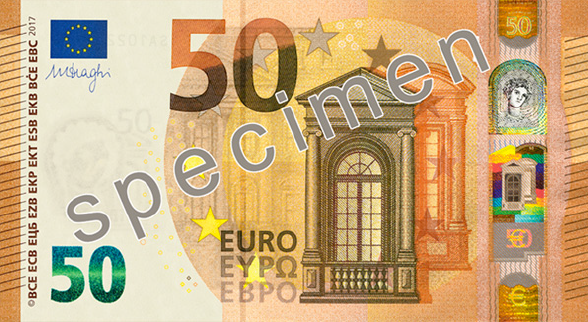
O euro tornou-se num dos símbolos mais tangíveis da integração europeia.

O euro (€) é a moeda oficial de dezassete dos vinte e oito estados-membros da União Europeia. O euro existe na forma de notas e moedas desde 1 de janeiro de 2002, e como moeda escritural desde 1 de janeiro de 1999.
Não sendo um símbolo de jure (ou seja instituído nos tratados ou pelos Conselho Europeu como símbolo) é considerado por muitos europeus como o símbolo mais tangível e com o qual convivem todos os dias.
Desde que foi instituído tem-se tornado numa das moedas de referência a nível mundial, constituindo assim um dos símbolos mais visíveis do gigante económico que é a União Europeia.